# 페루 대 오스트리아 (1936년 하계 올림픽 축구)
페루 대 오스트리아 경기는 1936년 8월 8일 독일 베를린의 헤르타 플라츠 경기장에서 열린 1936년 하계 올림픽 축구 경기이다. 이 경기는 오스트리아 선수들을 폭행한 페루 서포터들의 경기장 난입으로 인해 경기가 무효화되면서 논란을 일으켰다. 페루는 연장전 5골 중 3골이 심판에 의해 인정되지 않았고 결국 4-2로 승리했다.
사건이 발생한 후 FIFA는 경기를 무관중으로 다시 치르도록 명령했다. 페루 대표팀은 결정에 대해 이의를 제기할 수 없었기에 (오스카르 R. 베나비데스 대통령의 지시에 따라) 재경기에 참석하지 않고 철수했으며, 오스트리아가 승자로 결정되어 준결승에 진출했다.
16강 토너먼트에서 페루는 테오도로 페르난데스의 5골에 힘입어 핀란드를 7-3으로 물리쳤고, 오스트리아는 이집트를 3-1로 이기고 올라왔다.

## 경기

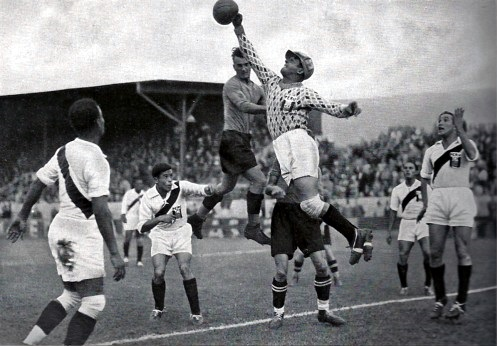
페루 골키퍼 후안 발디비에소가 공중으로 뛰어올라 오스트리아의 공격을 막고 있다.

### 요약
전반 23분 발터 베르긴츠가 선제골을 터뜨리며 오스트리아에 한 골 차로 앞서갔다. 그리고 얼마 지나지 않아 37분에는 클레멘트 슈타인메츠가 페루 골키퍼 후안 발디비에소를 제치고 골을 넣으며 오스트리아의 초반 리드를 두 골로 벌렸다. 전반 45분 경기가 끝난 후, 스코어는 0-2로 오스트리아의 우세였다.
0-2로 뒤진 채 토너먼트 탈락이 걸린 상황에서, 페루 선수들은 새로운 결의로 후반전에 돌입했다. 75분에는 호르헤 알칼데를 통해 한 골을 만회했다. 6분 후인 81분에 알레한드로 비야누에바가 동점골을 넣었다. 남은 몇 분 동안 추가 득점은 없었고 경기는 연장전으로 들어갔다.
연장전에서 페루는 5골을 넣었지만 심판이 3골을 인정하지 않았고 4-2로 승리했다.

### 상세
| 페루                                                | 4–2 (연장전) | 오스트리아                    |
| --------------------------------------------------- | ------------ | ----------------------------- |
| 알칼데 75′ · 비야누에바 81′, 117′ · 페르난데스 119′ | Report       | 베르긴츠 23′ · 슈타인메츠 37′ |

| 페루 | 오스트리아 |

|                   |  |                       |  |     |
|                   |  |                       |  |     |
| GK                |  | 후안 발디비에소       |  |     |
| DF                |  | 아르투로 페르난데스   |  |     |
| DF                |  | 빅토르 라바예         |  |     |
| MF                |  | 카를로스 토바르       |  |     |
| MF                |  | 세군도 카스티요       |  |     |
| MF                |  | 오레스테스 호르단     |  |     |
| FW                |  | 아델포 마가야네스     |  |     |
| FW                |  | 호르헤 알칼데         |  | 82′ |
| FW                |  | 테오도로 페르난데스   |  |     |
| FW                |  | 알레한드로 비야누에바 |  |     |
| FW                |  | 호세 모랄레스         |  |     |
| 대체:             |  |                       |  |     |
| MF                |  | 프리스코 알칼데       |  |     |
| FW                |  | 에울로히오 가르시아   |  |     |
| 감독:             |  |                       |  |     |
| 알베르토 데네그리 |  |                       |  |     |

|             |  |                       |  |
|             |  |                       |  |
| GK          |  | 에두아르트 카인베르거 |  |
| DF          |  | 에른스트 쿤츠         |  |
| DF          |  | 마르틴 카르글         |  |
| MF          |  | 안톤 크렌             |  |
| MF          |  | 카를 발뮐러           |  |
| MF          |  | 막스 호프마이스터     |  |
| FW          |  | 발터 베르긴츠         |  |
| FW          |  | 아돌프 라우돈         |  |
| FW          |  | 클레멘트 슈타인메츠   |  |
| FW          |  | 요제프 키츠뮐러       |  |
| FW          |  | 프란츠 푹스베르거     |  |
| 대체:       |  |                       |  |
| MF          |  | 프란츠 만틀           |  |
| FW          |  | 카를 카인베르거       |  |
| 감독:       |  |                       |  |
| 제임스 호건 |  |                       |  |

| Assistant referees: 펄 본 헤르츠커 에스코 페코넨 |

## 경기 후
오스트리아는 페루 팬들이 경기장을 난입하여 경기 요건을 충족하지 못했다는 이유로 재경기를 요구했다.  오스트리아는 또한 페루 선수들이 오스트리아 선수들을 밀쳤고 리볼버를 든 한 명을 포함한 관중들이 "경기장에 몰려들었다"고 주장했다. 페루는 이 문제로 소환되었지만 나치 퍼레이드로 인해 지연되었다. FIFA는 경기장이 침범되었고 오스트리아 선수가 폭행을 당했다는 사실을 인정했다.
페루의 주장은 받아들여지지 않았고 올림픽위원회와 FIFA는 오스트리아에 유리한 판결을 내렸고, 처음에는 8월 10일로 예정된 무관중 재경기를 명령했지만 나중에 8월 11일로 일정이 변경되었다.
페루인들은 모욕적이고 차별적이라고 간주되는 이러한 조치에 항의하기 위해 페루와 콜롬비아 올림픽 대표단 전원이 독일을 떠났다. 아르헨티나, 칠레, 우루과이, 멕시코는 페루에 연대의 뜻을 표했다. 페루 올림픽 위원회 위원인 미겔 다소는 "우리는 유럽 체육인에 대한 믿음이 없습니다. 우리는 이곳에 와서 장사꾼 무리만을 보았습니다"라고 말했다. 경기는 부전승으로 오스트리아에게 돌아갔다. 페루 선수단과 대표단이 카야오에 돌아왔을 때, 수천 명의 사람들이 그들을 진정한 챔피언이라며 열렬히 환영했다.
페루에서는 성난 군중이 올림픽 깃발을 찢고, 독일 영사관에 돌을 던지고, 독일 선박의 카야오 부두 입항을 거부하고, 오스카르 R. 베나비데스 대통령의 "교활한 베를린 결정"을 언급하는 선동적인 연설을 들으며 올림픽 위원회의 결정에 항의했다. 당시에는 주장되지 않았지만 아돌프 히틀러와 나치 당국이 이 상황에 일부 관여했을 수 있다고 널리 믿어지고 있다.
페루는 알베르토 데네그리가 감독을 맡았고, 오스트리아는 잉글랜드 출신의 제임스 호건이 감독을 맡았다. 오스트리아는 이 대회에서 은메달을 획득했다. 페루는 3년 후 1939년 남미 축구 선수권 대회에서 우승했다.

## 유산
우루과이의 작가 에두아르도 갈레아노는 이 경기를 "존엄의 역사"라고 부르며, 나치즘이 한창일 때 메스티소로 구성된 팀이 아리아 인종 팀을 이기게 할 수 없기에 올림픽 위원회가 경기를 다시 치러야 한다는 결정을 내렸다고 말했다.

## 같이 보기
- 1936년 하계 올림픽 축구